# Tokarnia (gemeente)
De gemeente Tokarnia is een landgemeente in het Poolse woiwodschap Klein-Polen, in powiat Myślenicki.
De zetel van de gemeente is in Tokarnia.
Op 30 juni 2004 telde de gemeente 8029 inwoners.

## Oppervlakte gegevens
In 2002 bedroeg de totale oppervlakte van gemeente Tokarnia 68,85 km², waarvan:
- agrarisch gebied: 45%
- bossen: 47%

De gemeente beslaat 10,23% van de totale oppervlakte van de powiat.

## Demografie
Stand op 30 juni 2004:
| Omschrijving                   | Totaal | Totaal | Vrouwen | Vrouwen | Mannen | Mannen |
| ------------------------------ | ------ | ------ | ------- | ------- | ------ | ------ |
| eenheid                        | aantal | %      | aantal  | %       | aantal | %      |
| inwoners                       | 8029   | 100    | 3900    | 48,6    | 4129   | 51,4   |
| bevolkingsdichtheid (inw./km²) | 116,6  | 116,6  | 56,6    | 56,6    | 60     | 60     |

In 2002 bedroeg het gemiddelde inkomen per inwoner 1300,14 zł.

## Administratieve plaatsen (sołectwo)
Bogdanówka, Krzczonów, Skomielna Czarna, Tokarnia, Więciórka, Zawadka.

## Aangrenzende gemeenten
Budzów, Jordanów, Lubień, Maków Podhalański, Pcim